# Naruto (ingrediente)

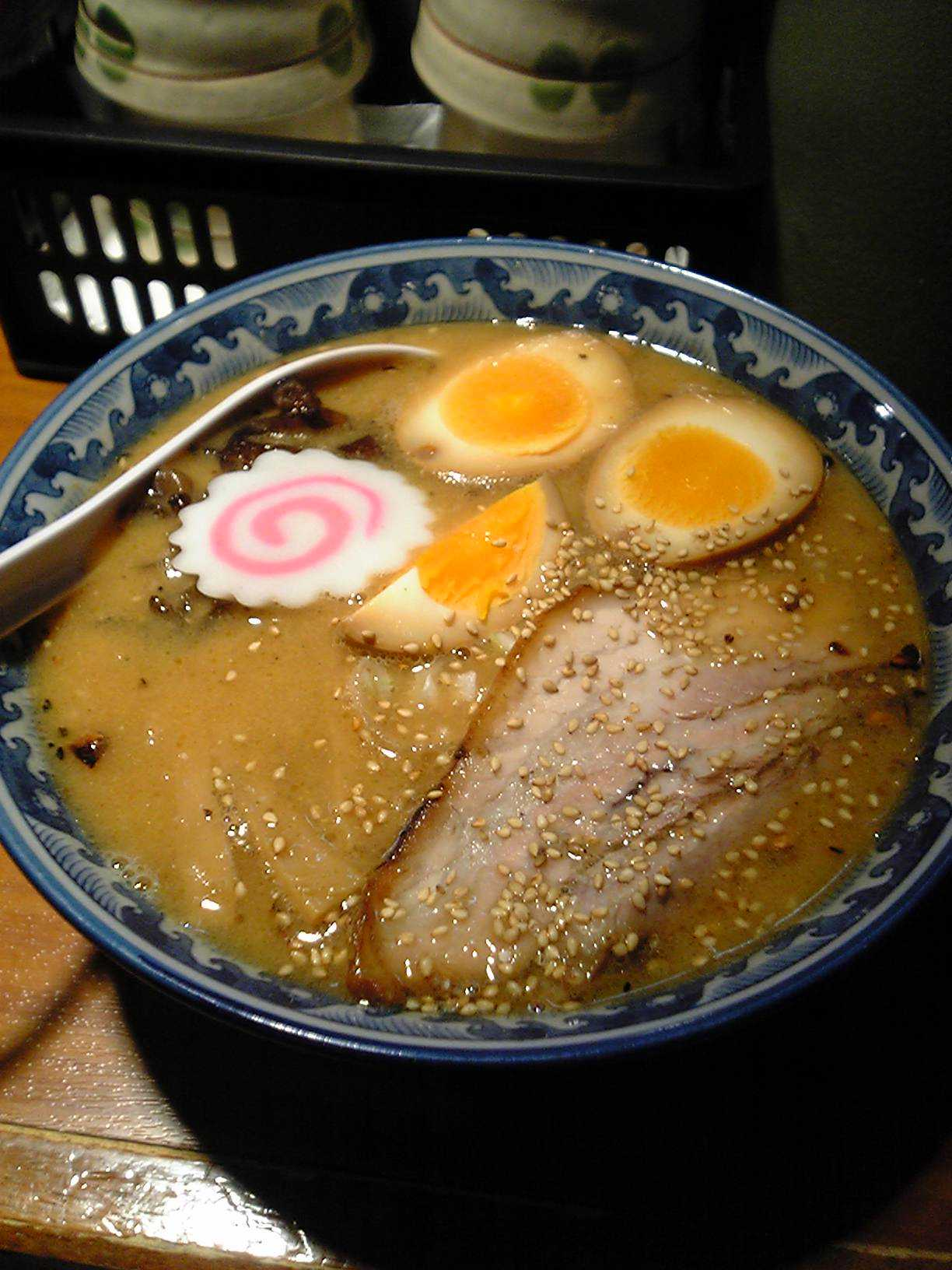
Naruto (arriba a la izquierda) en un plato de ramen.

El naruto (ナルト?), también llamado narutomaki (literalmente naruto enrollado), es uno de los ingredientes que se emplea en el ramen, siendo el patrón más común de kamaboko (pasta de pescado).
Se prepara cociendo pasta de pescado al vapor y luego prensándola. Se rellena con hierbas aromáticas u otros ingredientes y se enrolla para volver a prensarlo de nuevo. Cuando el tronco se enfría y se corta en rebanadas, el relleno forma dibujos en cada una de ellas. En el caso del naruto, el dibujo es una espiral, y debe su nombre a un torbellino en el mar cercano de la ciudad japonesa de Naruto.